# Paruterinidae
Die Paruterinidae sind eine Familie der Bandwürmer mit mehr als 20 Gattungen, die bei Vögeln parasitieren. Von den mit ihnen eng verwandten Dilepididae unterscheiden sie sich durch das Vorhandensein eines Parauterinorgans, welches Otto Fuhrmann zur Benennung der Familie bewog. Als Zwischenwirte fungieren Insekten und kleine Säugetiere (vor allem Nagetiere), bei denen sich das Larvenstadium (als Plerozerkoid) entwickelt. Endwirt der Mehrzahl der Paruterinidae sind insektenfressende Sperlingsvögel, Octopetalum und Metroliasthes spp.  kommen bei Hühner- und Kranichvögeln vor, Vertreter der Paruterina parasitieren bei Eulen und die von Cladotaenia bei Falkenartigen. Die Familie ist aber eine heterogene Gruppe und möglicherweise paraphyletisch. Das Parauterinorgan ist innerhalb der Familie sehr unterschiedlich ausgeprägt.

## Gattungen
- Anonchotaenia Cohn, 1900
- Ascometra Cholodkovskil, 1912
- Biuterina Fuhrmann, 1902
- Cladotaenia Cohn, 1900
- Cucolepis Phillips, Mariaux & Georgiev, 2012
- Culicitella Fuhrmann, 1906
- Deltokeras Meggitt, 1927
- Dictyterina Spasskii, 1971
- Francobona Georgiev & Kornyushin, 1994
- Laterotaenia Fuhrmann, 1906
- Lyruterina Spasskaya & Spasskii, 1971
- Matabelea Mettrick, 1963
- Metroliasthes Ransom, 1900
- Mogheia López-Neyra, 1944
- Multiuterina Matevosyan, 1948
- Neyraia Joyeux & Tomin-David, 1934
- Notopentorchis Burt, 1938
- Octopetalum Baylis, 1914
- Orthoskrjabinia Spasskii, 1947
- Paruterina Fuhrmann, 1906
- Parvirostrum Fuhrmann, 1908
- Rhabdometra Cholodkovsky, 1906
- Spasskyterina Kornyushin, 1989
- Sphaeruterina Johnston, 1914
- Triaenorhina Spasskii & Shumilo, 1965